# Ungern i olympiska vinterspelen 1948
Ungern deltog med 22 deltagare vid de olympiska vinterspelen 1948 i Sankt Moritz.  Totalt vann de en silvermedalj.

## Medaljer

### Silver
- Andrea Kékesy och Ede Király - Konståkning.